# Всероссийский государственный университет юстиции
Всероссийский государственный университет юстиции (до мая 2015 года — Российская правовая академия Министерства юстиции Российской Федерации) — федеральное государственное бюджетное образовательное учреждение высшего образования. Образовательное и научное учреждение Министерства юстиции Российской Федерации, расположенное в Москве, имеет 15 филиалов в разных городах. Узкоспециализированный профилирующий юридический вуз, готовящий специалистов для юридических служб и правоохранительных органов.
Учредитель Университета — Правительство Российской Федерации. Функции и полномочия учредителя осуществляет Министерство юстиции Российской Федерации.

## История
В 1970 году Постановлением ЦК КПСС и Совета Министров СССР Всесоюзный институт юридических наук преобразован во Всесоюзный институт усовершенствования работников юстиции (ВИУРЮ). Постановлением № 250 Совета Министров СССР от 6 марта 1990 г. на базе ВИУРЮ, Научного центра правовой информации и научных подразделений бывшего Всесоюзного научно-исследовательского института советского законодательства (ВНИИСЗ) организована Правовая академия Министерства юстиции СССР.
Постановлением Правительства РСФСР от 02.12.1991 г. № 28 ВИУРЮ преобразован в Правовую академию Министерства юстиции СССР. Постановлением Правительства Российской Федерации от 08.05.1992 г. № 295 образована Российская правовая академия Министерства юстиции Российской Федерации.
С 1998 года, когда создан юридический факультет, вуз занимается не только повышением квалификации, но и подготовкой специалистов. В 2010 году, академия вошла в число одиннадцати вузов, которым было предоставлено право проводить дополнительные испытания.
Приказом Министерства юстиции Российской Федерации от 25 февраля 2015 года № 41 «О переименовании Федерального государственного бюджетного образовательного учреждения высшего профессионального образования „Российская правовая академия Министерства юстиции Российской Федерации“ и его филиалов» Академия переименована в федеральное государственное бюджетное образовательное учреждение высшего образования «Всероссийский государственный университет юстиции (РПА Минюста России)».
31 июля 2025 коллектив Всероссийского государственного университета юстиции награждён орденом Почёта за заслуги в научно-педагогической деятельности и подготовке высококвалифицированных специалистов в области юриспруденции.

## Образовательная деятельность
Университет ведёт подготовку по следующим образовательным программам:
- Довузовское образование;
- Среднее профессиональное образование (колледж);
- Высшее образование по специальности «Юриспруденция» (специализации: государственно-правовая, гражданско-правовая, уголовно-правовая, международно-правовая), а также «Специалитет» (по направлениям «Судебная и прокурорская деятельность», «Правоохранительная деятельность», «Судебная экспертиза», «Правовое обеспечение национальной безопасности»);
- Магистратура;
- Аспирантура, докторантура;
- Дополнительное профессионально образование;
- Второе высшее образование.

При Университете действует Центр научных исследований (ЦНИ), работают два диссертационных совета.

## Структура

### Факультеты
- Колледж.
- Юридический факультет.
- Факультет магистратуры.
- Факультет подготовки научно-педагогических кадров высшей квалификации.
- Факультет повышения квалификации.

### Кафедры
- Административного и финансового права.
- Военный учебный центр.
- Гражданского и предпринимательского права.
- Иностранных языков.
- Информационного права, информатики и математики.
- Конституционного и международного права.
- Международного права, адвокатуры и нотариата.
- Организации службы судебных приставов и исполнительного производства.
- Предпринимательского права, гражданского и арбитражного процесса.
- Русского языка, риторики и профессиональной культуры.
- Теории, истории государства и права и философии.
- Уголовного права и криминологии.
- Уголовно-процессуального права и криминалистики.
- Физической культуры и специальной подготовки.

### Филиалы
На данный момент Университет имеет 15 институтов (филиалов):
- Северный институт (Петрозаводск, ул. Онежской Флотилии, д. 51);
- Санкт-Петербургский институт (Санкт-Петербург, Басков переулок, д. 16);
- Калужский институт (Калуга, ул. Московская, 256А);
- Ростовский институт (Ростов-на-Дону, ул. Студенческая, д. 6);
- Тульский институт (Тула, просп. Ленина, д. 104);
- Поволжский институт (Саратов, ул. Радищева, д. 55);
- Северо-Кавказский институт (Махачкала, ул. Акушинского, д. 7);
- Казанский институт (Казань, ул. Фатыха Амирхана, д. 12А, к. 1);
- Западно-Сибирский институт дополнительного профессионального образования (Барнаул, пр. Ленина, д. 81);
- Средне-Волжский институт (Саранск, ул. Федосеенко, д. 6);
- Уральский институт дополнительного профессионального образования (Екатеринбург, ул. Красноармейская, д. 78А);
- Ижевский институт (Ижевск, ул. Заречное шоссе, д. 23)
- Иркутский институт (Иркутск, ул. Некрасова, д. 4);
- Дальневосточный юридический институт (Хабаровск, ул. Герасимова, д. 31);
- Сочинский институт (Сочи, ул. Дагомысская, д. 42).

## Руководители
- Дубровинский, Борис Михайлович — и. о. директора (1970—1976).
- Соколов, Николай Яковлевич — директор (1976—1980).
- Халдеев, Лев Семёнович — директор (1980—1990).
- Самощенко, Иван Сергеевич — ректор (1990—1991).
- Шарафетдинов, Нуриман Фейзрахманович — президент (1991—1995).
- Ершов, Валентин Валентинович — президент (1995—2001).
- Гейхман, Владимир Львович — ректор (2001—2004).
- Звечаровский, Игорь Эдуардович — ректор (2004—2006).
- Смирнов, Александр Фёдорович — ректор (2006—2008).
- Россинский, Борис Вульфович — и. о. ректора (2008—2009).
- Герасимов, Сергей Иванович — ректор (2009—2014).
- Россинский, Борис Вульфович — ректор (2014).
- Александрова, Ольга Ивановна[7] — ректор (с 12 ноября 2014).

## Издательская деятельность
Всероссийский государственный университет юстиции издает журналы правовой тематики: «Вестник Российской правовой академии» и журнал «Правовая культура». Оба издания входят в перечень ВАК.

## Юридическая клиника
Основное предназначение юридической клиники заключается в оказании бесплатной правовой помощи гражданам, нуждающимся в социальной поддержке, организации постоянно действующей базы студентов Академии, а также проведении практических занятий по дисциплине «Оказание юридической помощи населению».
Оказание правовой помощи осуществляется исключительно на безвозмездных началах преподавателями и студентами старших курсов Университета.